# Camarzana de Tera
Camarzana de Tera – gmina w Hiszpanii, w prowincji Zamora, w Kastylii i León, o powierzchni 47,62 km². W 2011 roku gmina liczyła 929 mieszkańców.